# Свято-Николаевская церковь (Ворони)
Свято-Николаевская церковь (бел. Свята-Мікалаеўская царква) — православный храм в честь Святителя Николая Чудотворца в деревне Ворони (Столинский район Брестской области).

## История
Деревянная церковь выстроена в начале XX века на местном кладбище. В 1993 году к основному строению пристроены бабинец и отдельная 2-х ярусная 4-х сторонняя шатровая колокольня.

## Архитектура

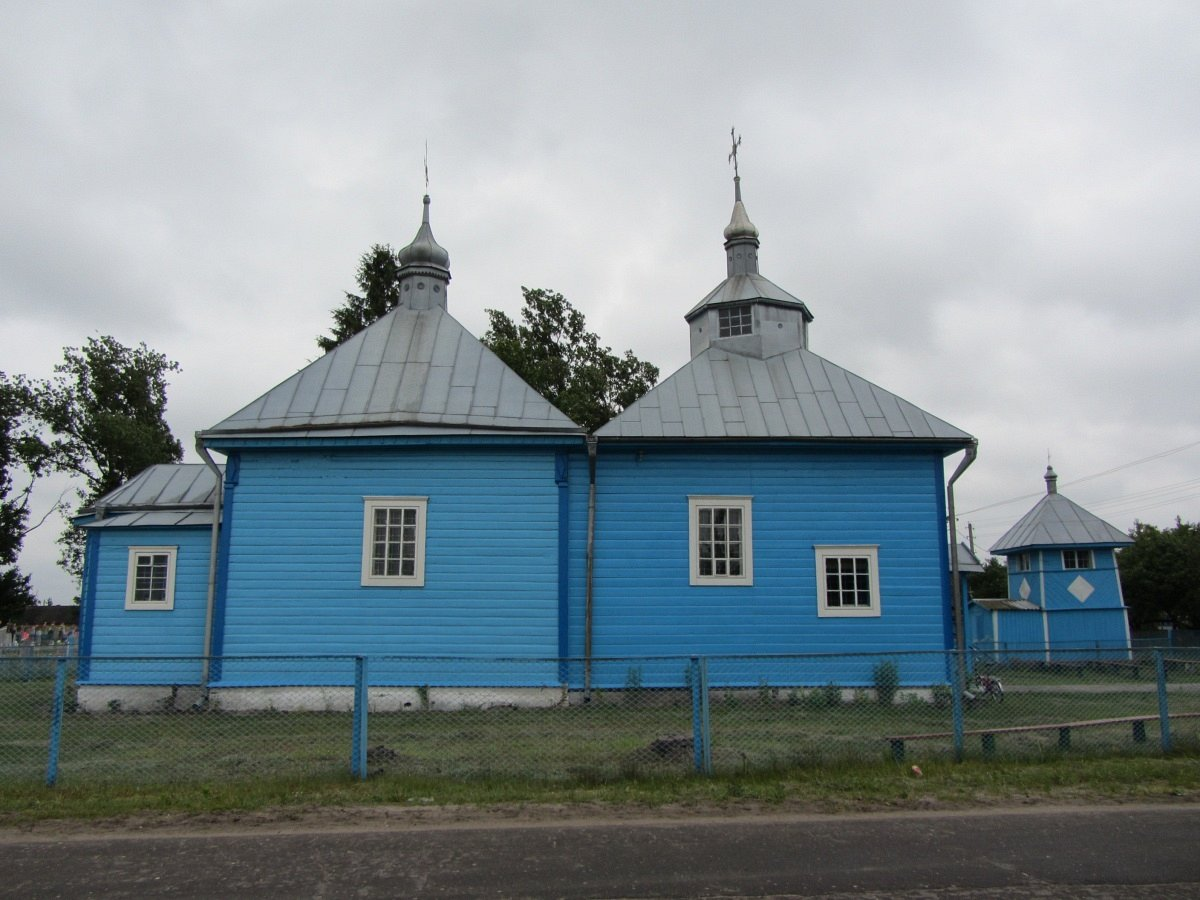
Боковой фасад

Архитектура церкви основано на бревенчатом срубе кубической формы, к которому пристроены прямоугольный неф и 5-гранная апсида с боковой ризницей. Силуэт храма образован 8-гранной звонницей с макушкой, построенной над шатровой крышей бабинца, луковичной главой над шатром центрального сруба. Горизонтально ориентированная облицовка фасада прорезана прямоугольными оконными проемами в деревянных наличниках. Вход имеет 2-х столбовое крыльцо под двускатной крышей.